# Le Pouliguen

Localització de Le Pouliguen

Le Pouliguen (en bretó Ar Poulgwenn, en gal·ló Borg de Baz) és un municipi francès, situat a la regió de país del Loira, al departament de Loira Atlàntic, que històricament ha format part de la Bretanya. L'any 2006 tenia 5.308 habitants. Limita amb els municipis de Batz-sur-Mer, Guérande i La Baule-Escoublac.

## Demografia
| 1962                                       | 1968  | 1975  | 1982  | 1990  | 1999  |
| ------------------------------------------ | ----- | ----- | ----- | ----- | ----- |
| 3.658                                      | 3.788 | 4.276 | 4.383 | 4.912 | 5.266 |
| Des de 1962: població sense dobles comptes |       |       |       |       |       |

## Administració
| Període   | Identitat         | Partit |
| --------- | ----------------- | ------ |
| 1989-1995 | Andrée Rochefort  |        |
| 1995-2001 | René Chotard      |        |
| 2001-2008 | Christian Cannone |        |
| 2008-     | Yves Lainé        |        |

## Agermanaments
- Llanilltud Fawr
- Kißlegg (Baden-Württemberg)